# Фабіо Норонья
Фабіо Норонья де Олівейра (порт. Fábio Noronha de Oliveira, нар. 12 жовтня 1975, Ріо-де-Жанейро) — бразильський футболіст, воротар.
Виступав, зокрема, за «Фламенго» та «Флуміненсе», а також молодіжну збірну Бразилії, з якою став чемпіоном світу 1993 році.

## Клубна кар'єра
Народився 12 жовтня 1975 року в місті Ріо-де-Жанейро. Вихованець футбольної школи клубу «Фламенго». Дорослу футбольну кар'єру розпочав 1994 року в основній команді того ж клубу, в якій провів три сезони. Згодом з 1997 по 2004 рік грав у складі інших місцевих команд «Флуміненсе», «Америка Мінейру», «Гама», «Сан-Раймундо» та «Португеза Деспортос».
2004 року став гравцем турецького «Анкараспора», з яким підписав 4-річний контракт. Відігравши лише 8 матчів у Суперлізі Туреччини, він розірвав контракт з клубом у січні 2005 року, через зламану ногу і повернувся на батьківщину, де грав за «Америку» (Ріо-де-Жанейро), «Атлетіко Гояніенсе» та «АБС».
У жовтні 2007 року він перебрався до Гонконгу, ставши гравцем клубу «Геппі Веллі», після чого виступав за «Гонконг Пегасус». В цей час Фабіо виступав за збірну чемпіонату Гонконгу, з якою виграв Кубок місячного нового року 2008 року.
З липня 2009 року знову виступав на батьківщині за нижчолігові клуби «Америка» (Теофілу-Отоні), «Гойтаказ», «Конф'янса» та «Америка» (Ріо-де-Жанейро), а завершив кар'єру у клубі «Валеріодосі» 2014 року.

## Виступи за збірні
1991 року дебютував у складі юнацької збірної Бразилії (U-17), з якою виграв юнацький чемпіонат Південної Америки. Цей результат дозволив команді пройти і на юнацький чемпіонат світу, де бразильці із Фабіо дійшли до чвертьфіналу.
Залучався до складу молодіжної збірної Бразилії, з якою став переможцем молодіжного чемпіонату Південної Америки 1992 та 1995 років, а також молодіжного чемпіонату світу 1993 року в Австралії. Крім цього був фіналістом наступного молодіжного чемпіонату світу 1995 року в Катарі.

## Титули і досягнення
- Чемпіон світу (U-20): 1993
- Чемпіон Південної Америки (U-20): 1992, 1995
- Чемпіон Південної Америки (U-17): 1991
- Переможець Ліги Каріока (1):

«Фламенго»: 1996
- Переможець Ліги Гояно (1):

«Атлетіко Гояніенсе»: 2007